# Michael (1924)
Michael (também conhecido como Mikaël, Chained: The Story of the Third Sex, e Heart's Desire) é um filme de drama mudo alemão de 1924 dirigido por Carl Theodor Dreyer, diretor de outros filmes mudos notáveis, como A Paixão de Joana d'Arc (1928), Du skal ære din hustru (1925), e Blade af Satans bog (1921). O filme é estrelado por Walter Slezak como o titular Michael, o jovem assistente e modelo do artista Claude Zoret (Benjamin Christensen). Junto com Anders als die Andern (1919) e Geschlecht in Fesseln (1928), Michael é amplamente considerado um marco no cinema mudo gay.
O filme é baseado no romance de 1902 de Herman Bang, Mikaël. É a segunda adaptação cinematográfica do livro, sendo a primeira Vingarne, feita oito anos antes pelo diretor Mauritz Stiller. Michael, no entanto, segue o enredo de Bang muito mais de perto do que a versão cinematográfica anterior.

## Enredo
Um famoso pintor chamado Claude Zoret se apaixona por um de seus modelos, Michael, e por um tempo os dois vivem felizes como parceiros. Consciente de ser consideravelmente mais velho que Michael, Zoret parece ciumento e possessivo. Michael começa a se afastar dele, fazendo com que Zoret afaste Michael de forma passiva e agressiva ainda mais. Quando uma condessa falida chega a Zoret para fazer um retrato - com a real intenção de seduzi-lo e roubar seu dinheiro - ela descobre que Michael é mais receptivo aos seus avanços. Sob sua liderança, os dois rapidamente se tornam um casal e ela imediatamente começa a usar Michael para roubar Zoret. Quando Zoret descobre o que está acontecendo, ele fica arrasado e seu trabalho sofre terrivelmente.
Michael vende a pintura de si mesmo que Zoret fez e deu a ele de presente, e rouba e vende os esboços que Zoret fez de seu tempo em Argel, onde se apaixonaram pela primeira vez. Zoret começa a trabalhar em sua obra-prima: uma pintura em grande escala de um homem deitado na praia, tendo Argel como pano de fundo, retratando "um homem que perdeu tudo", como disse um personagem à primeira vista da obra.
Após terminar a pintura, Zoret adoece. Charles Switt está sentado ao lado de Zoret em seu leito de morte. Switt sempre amou Zoret e permaneceu com ele o tempo todo, nunca criticando Michael por medo de ferir seu amor não correspondido. Switt manda uma mensagem para Michael, dizendo-lhe que Zoret está morrendo e que deve vir imediatamente, mas a Condessa o impede de recebê-la. As últimas palavras de Zoret, que também servem de prólogo do filme, são “Agora posso morrer em paz, pois vi o amor verdadeiro”.

## Elenco
- Walter Slezak como Michael
- Benjamin Christensen como Claude Zoret
- Nora Gregor como Condessa Lucia Zamikow
- Robert Garrison como Charles Switt, jornalista
- Max Auzinger como Jules, administrador principal da casa
- Didier Aslan como Duque de Monthieu
- Alexander Murski como Sr. Adelskjold
- Grete Mosheim como Sra. Alice Adelskjold
- Karl Freund como LeBlanc, negociante de arte
- Wilhelmine Sandrock como viúva de Monthieu

## Lançamento
Michael foi exibido em Berlim em 26 de setembro de 1924.

## Recepção crítica e legado
As respostas iniciais ao filme incluíram algumas objeções importantes. O crítico de cinema Mordaunt Hall, escrevendo em dezembro de 1926 para o The New York Times, pronunciou:
"Chained" é um trabalho enfadonho, redimido apenas por algumas cenas artísticas e pela competente interpretação de Claude Zoret, um artista, por Benjamin Christensen... A atriz escalada como princesa não funciona bem, e Walter Slezak, que figura como o jovem, dá uma representação afetada e amadora.
Ele critica o filme pelo que considerou um oportunismo para um diretor alemão se aventurar na França, filmando figuras nacionais menos favoráveis na tela (Zoret foi supostamente baseado no escultor francês Auguste Rodin). As conotações homossexuais também incomodaram os críticos, uma vez que "Michael [foi] uma das poucas produções de estúdio convencionais de grande orçamento do período mudo que [lidava] com a homossexualidade; embora permanecesse implícito, era facilmente aparente para muitos contemporâneos."
Depois que Dreyer se estabeleceu como um diretor proeminente através de seus filmes posteriores - mais notavelmente A Paixão de Joana d'Arc (1928), os críticos começaram a reavaliar Michael. Do ponto de vista da teoria de auteur, este filme exibe muitos elementos característicos do estilo pessoal de direção de Dreyer, como o uso de close-ups de uma "maneira que... cria uma imagem tranquila de sentimentos avassaladores". Também foi sugerido que o filme reflete os sentimentos pessoais nutridos por Dreyer após um suposto caso homossexual.
O filme foi citado por ter influenciado vários diretores. Alfred Hitchcock baseou-se em motivos de Michael para seu roteiro de The Blackguard (1925). O filme é considerado um importante trabalho inicial no cinema mudo gay.

## Mídia doméstica
O filme foi lançado na Região 2 pela Eureka Entertainment Ltd. como parte da série Masters of Cinema em 25 de outubro de 2004 com o título Michael. Dois meses depois, em 14 de dezembro, a Kino International lançou uma versão da Região 1 com o título Carl Theodor Dreyer's Michael. Kino International manteve os direitos autorais nos Estados Unidos até que o filme chegasse ao domínio público naquele país em 2020.